# Rimbert
Rimbert, Sankt Rimbert eller Rembert (830 i Flandern – 11 juni, 888, i Bremen) var ærkebiskop af Hamborg-Bremen, fra 865 til sin død.
Han var en munk fra Turholt (Torhout i Belgien), som var med på missionsrejsen til Skandinavien med sin ven Ansgar, som han senere efterfulgte som ærkebiskop Hamburg-Bremen i 865. Han skrev også biografien om Ansgar, Vita Ansgari.
Rimbert æres som helgen især i Friesland, og hans helgendag er 4. februar.